# Webber Nunatak
Webber Nunatak är en nunatak i Antarktis. Den ligger i Västantarktis. Inget land gör anspråk på området. Toppen på Webber Nunatak är 495 meter över havet.
Terrängen runt Webber Nunatak är huvudsakligen lite kuperad. Trakten är obefolkad. Det finns inga samhällen i närheten.